# 奧西歐拉鎮區 (愛荷華州克拉克縣)
奧西歐拉鎮區（英語：Osceola Township）是位於美國愛荷華州克拉克縣的一個行政鎮區。

## 地方資料
根據2010年美國人口普查的數據，奧西歐拉鎮區的面積為83.38平方千米，當中陸地面積為83.29平方千米，而水域面積為0.09平方千米。當地共有人口481人，而人口密度為每平方千米5.77人。